# Солис, Виргиль
Виргиль Солис Старший (нем. Virgil Solis, лат. Virgilius Solis, 1514, Нюрнберг — 1 августа 1562) — немецкий художник Северного Возрождения, мастер гравюры резцом на меди и на дереве, рисовальщик-орнаменталист, миниатюрист. Член большой семьи художников. Кляйнмайстер. Работал в Нюрнберге, занимался в основном книжной иллюстрацией. Работал также в Аугсбурге, Цюрихе. Возможно, ездил в Италию и был в Риме. В его орнаментальных композициях присутствуют итальянские мотивы. Известны иллюстрации Солиса к изданию «Метаморфоз» Овидия (Франкфурт, 1581. 183 гравюры на дереве), к басням Эзопа, а также иллюстрации к так называемой лютеровской Библии в технике ксилографии (1553).

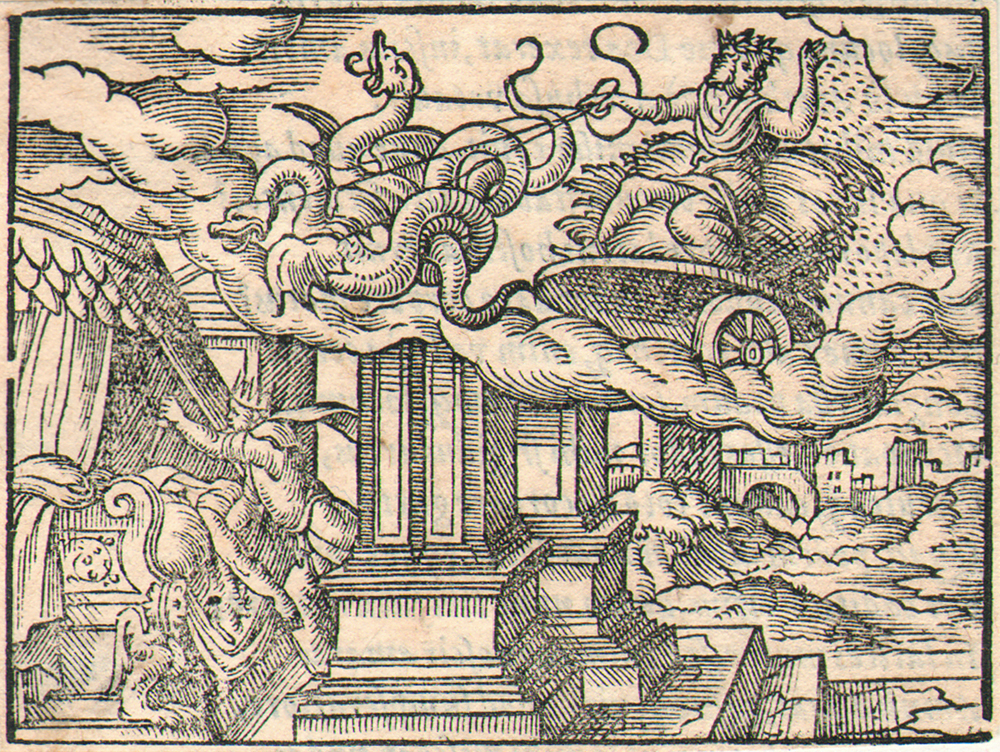
В. Солис. Ксилография Триптолимус и Линкус. 1565. Метаморфозы Овидия, Книга V.

Солис выполнил серии гравюр на аллегорические темы, популярные в искусстве Северного Возрождения: «Месяцы», «Времена года», «Темпераменты», аллегории Свободных искусств, а также композиции, свойственные всем кляйнмайстерам: изображения животных и сцен охоты, архитектурных руин, уличных сценок, портреты. Гравировал гербы, инициалы, игральные карты, гербовник Священной Римской империи (1555).
В. Солис копировал гравюры Альбрехта Дюрера. Орнаментальными композициями Солиса — арабесками, гротесками — пользовались живописцы, скульпторы, ювелиры, чеканщики, в частности мастера знаменитого немецкого художественного серебра. Солис изобретал орнаментальные фризы для кубков и чаш, рукоятей мечей и кинжалов. В его причудливые композиции вплетены человеческие фигурки, маскароны, фантастические существа, ящерицы, змеи и лягушки.
В 1540—1550-х годах Солис возглавлял большую гравировальную и печатную мастерскую, в которой работали его сыновья и помощники. Из этой мастерской вышло более двух тысяч гравюр. Учеником и помощником Солиса был рисовальщик и гравёр Йост Амман. Сын Солиса Старшего — Виргиль Солис Младший (1551—?), живописец и рисовальщик, стал известным художников в Праге при дворе императора Рудольфа II.